# Домброва-Тарновська (гміна)
Гміна Домброва-Тарновська (пол. Gmina Dąbrowa Tarnowska) — місько-сільська гміна у південній Польщі. Належить до Домбровського повіту Малопольського воєводства.
Станом на 31 грудня 2011 у гміні проживало 21041 особа.

## Площа
Згідно з даними за 2007 рік площа гміни становила 113.43 км², у тому числі:
- орні землі: 75.00%
- ліси: 15.00%

Таким чином, площа гміни становить 21.52% площі повіту.

## Населення
Станом на 31 грудня 2011:
| Опис     | Загалом | Загалом | Чоловіки | Чоловіки | Жінки | Жінки |
| -------- | ------- | ------- | -------- | -------- | ----- | ----- |
| одиниця  | осіб    | %       | осіб     | %        | осіб  | %     |
| все      | 21041   | 100     | 10399    | 49.42    | 10642 | 50.58 |
| міське   | 11825   | 100     | 5741     | 48.55    | 6084  | 51.45 |
| сільське | 9216    | 100     | 4658     | 50.54    | 4558  | 49.46 |

## Сусідні гміни
Гміна Домброва-Тарновська межує з такими гмінами: Жабно, Ліся Ґура, Менджехув, Олесно, Радґощ, Щуцин.